# Une sale grippe
Une sale grippe (titre original : Night Surf) est une nouvelle de Stephen King qui fait partie du recueil Danse macabre publié en 1978. Elle est parue initialement en 1969 dans la revue littéraire américaine Ubris éditée par l'Université du Maine.

## Résumé
Dans un monde où la grippe A.6 venue d'Asie a éliminé la majeure partie de la population, six jeunes gens se réunissent sur une plage après avoir fait brûler vif un homme rencontré par hasard qui souffrait du dernier stade de la grippe. Ils pensent tous être immunisés car ils ont tous survécu à la grippe A.2 mais l'un d'eux confie à Bernie, le narrateur, qu'il est contaminé. Bernie, régulièrement plongé dans des rêveries sur sa vie d'avant la pandémie, commence alors à accepter l'éventualité de sa mort prochaine.

## Genèse
La nouvelle a été publiée initialement dans le numéro de printemps 1969 de la revue littéraire Ubris, éditée par l'université du Maine. Elle est ensuite parue sous une forme révisée dans le recueil Danse macabre. C'est à partir de cette base que Stephen King a ensuite développé l'histoire du Fléau.